# Grünbach, Oberösterreich
Grünbach är en ort och kommun i Österrike. Den ligger i distriktet Freistadt i förbundslandet Oberösterreich, 140 km väster om huvudstaden Wien. 
Kommunen består av nio orter (Ortschaften) (inom parentes invånarantal 1 januari 2024):

- Grünbach (585)
- Heinrichschlag (111)
- Helbetschlag (172)
- Lichtenau (292)
- Mitterbach (54)
- Oberrauchenödt (217)
- Schlag (373)
- Unterpaßberg (49)
- Unterrauchenödt (13)